# Vigía del Fuerte (kommun)
Vigía del Fuerte är en kommun i Colombia.   Den ligger i departementet Antioquía, i den nordvästra delen av landet, 300 km nordväst om huvudstaden Bogotá. Antalet invånare är 5 487.